# Бачкис, Стасис Антанас
Стасис Антанас Бачкис (лит. Stasys Antanas Bačkis; 11 февраля 1906 года, Пантаконяй, Российская империя — 10 ноября 1999 года, Вильнюс, Литва) — литовский дипломат. Глава дипломатической службы Литвы в изгнании с 1983 года по 1991 год.

## Биография
В 1925 году, после окончания средней школы в Паневежисе, он отправился изучать французский язык. В 1928 году окончил юридический факультет Сорбонны со степенью лицензиата). После возвращения в Литву, в 1930 году поступил на службу в Министерство иностранных дел Литвы. С 1930 года — первый секретарь политического отдела, а с 1934 года — личный секретарь Министра иностранных дел Литвы. выполнял функции генерального секретаря Литовской делегации на семи конференциях Министров иностранных дел стран Балтии в Каунасе, Риге и Таллине. Заместитель секретаря и член делегации Литвы на XVI, XVII и XVIII сессиях Лиги Наций в Женеве.
С 1938 года — сотрудник посольства Литвы во Франции. После присоединения Литвы к СССР, продолжал выполнять дипломатические функции вплоть до 1960 года. С 1938 года — первый секретарь, с 1940 года — советник миссии. В 1943 году служил в дипломатической миссии в Париже в ранге советника, а с 1953 года — полномочного министра.
В 1943 году защитил в Сорбонне докторскую диссертацию по государственному праву.
С 1960 года проходил службу в дипломатическом представительстве Литвы в Вашингтоне в качестве советника в ранге полномочного министра.
С 1983 года по 1991 год — шеф дипломатической службы Литвы в изгнании.
В 1993 году вернулся в Литву.

## Награды
- Большой крест ордена Великого князя Литовского Гядиминаса (8 февраля 1996 года)[1]
- Большой командорский крест ордена Великого князя Литовского Гядиминаса (10 февраля 1994 года)[2]
- Командорский крест ордена Великого князя Литовского Гядиминаса (1937 год)
- Рыцарь 1 класса ордена Полярной звезды (Швеция)
- Командор ордена Трёх Звёзд (Латвия)
- Командор ордена Короны Италии (Италия)
- Офицер ордена Почётного легиона (Франция)
- Кавалер ордена Святого Григория Великого (Святой Престол)